# Testa
Con testa, in anatomia, si indica la parte superiore del corpo di una persona o un animale, dove sono situati in genere gli occhi, la bocca, le orecchie, il naso e l'encefalo . Alcune forme di vita molto semplici possono non avere una testa.

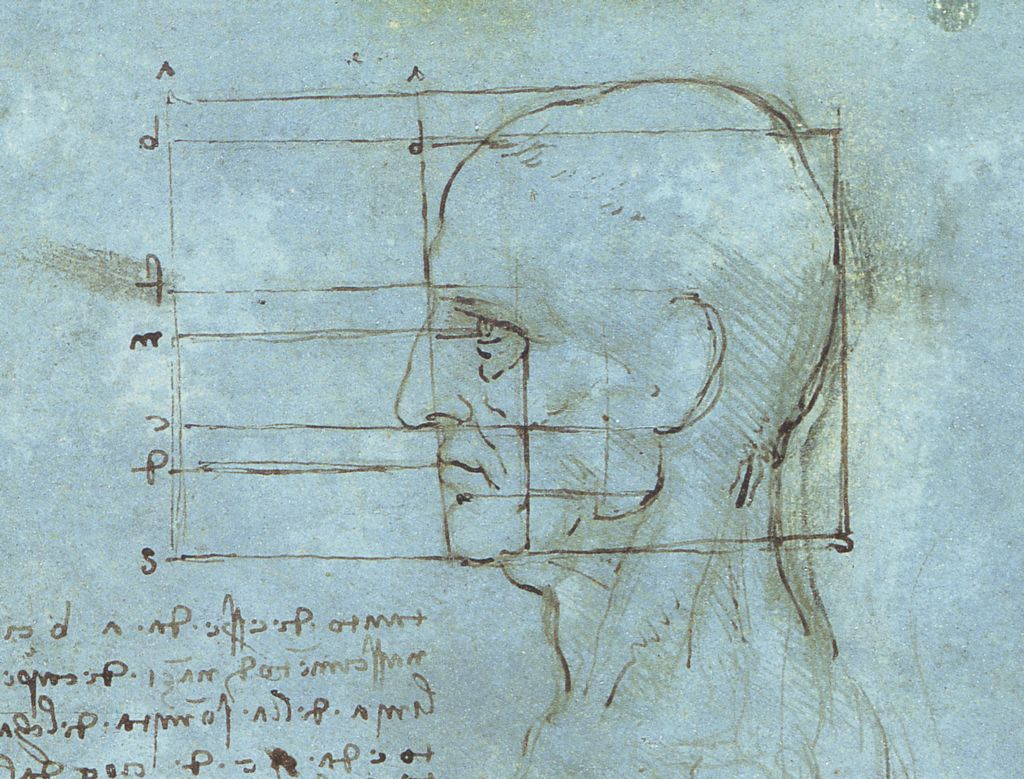
La testa, in un disegno di Leonardo

## Anatomia umana

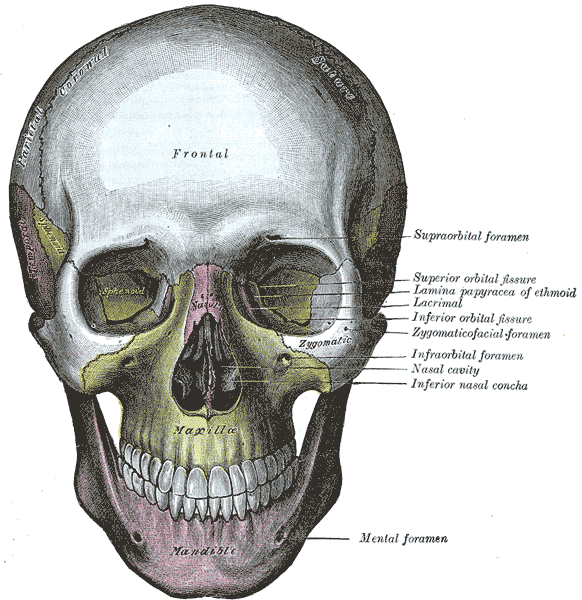
Un cranio umano adulto. Fig. 190, dallAnatomia del Gray

La regione frontale della testa, dove si trovano gli occhi, il naso e la bocca, è chiamata viso. L'area al di sopra degli occhi è chiamata fronte (regione frontale della testa). Sottostante la bocca c'è il mento.
Esseri umani di età giovane e meno giovane hanno una continua crescita di capelli nella parte superiore della testa. Solitamente le donne, con l'avanzare dell'età, non perdono la loro capigliatura, al contrario degli uomini in cui ciò avviene con frequenza (v. Calvizie). 
Nella maggior parte degli organismi animali complessi, la testa è unita al resto del corpo tramite il collo.

### Le ossa presenti
Le ossa della testa sono divise nel cranio (tutte le ossa eccetto la mandibola) e la mandibola stessa. Una caratteristica che distingue i mammiferi dai non-mammiferi è la presenza di ulteriori tre ossa (dette ossicini):
- martello
- incudine
- staffa

Tali ossicini sono, nei mammiferi, componenti fondamentali del senso dell'udito. Altre specie animali possiedono un singolo ossicino chiamato comunemente columella.
Il cranio può essere diviso in una calotta cranica, (o calvarium) e in una base cranica. Il cranium consiste in più ossa che si fondono insieme tramite giunture dette suture. Più suture si uniscono per formare uno pterion. Tale processo di fusione ossea inizia in utero per proteggere l'organo più importante del corpo, e cioè il cervello. Sebbene per la maggior parte il processo di fusione sia completo già prima della nascita, vi sono ampie aree di tessuto fibroso (dette fontanelle) dove la fusione è incompleta fino alla pubertà. La fontanella sulla parte frontale del capo nei neonati e nei bambini è particolarmente facile da identificare al tocco.
Il cranio adulto è diviso in diverse ossa, molte delle quali hanno l'equivalente sul lato destro e sinistro del cranio.